# Saab 340
El Saab 340 es un avión de línea regional bimotor turbohélice diseñado en los años 1980 con capacidad para transportar entre 30 y 36 pasajeros.

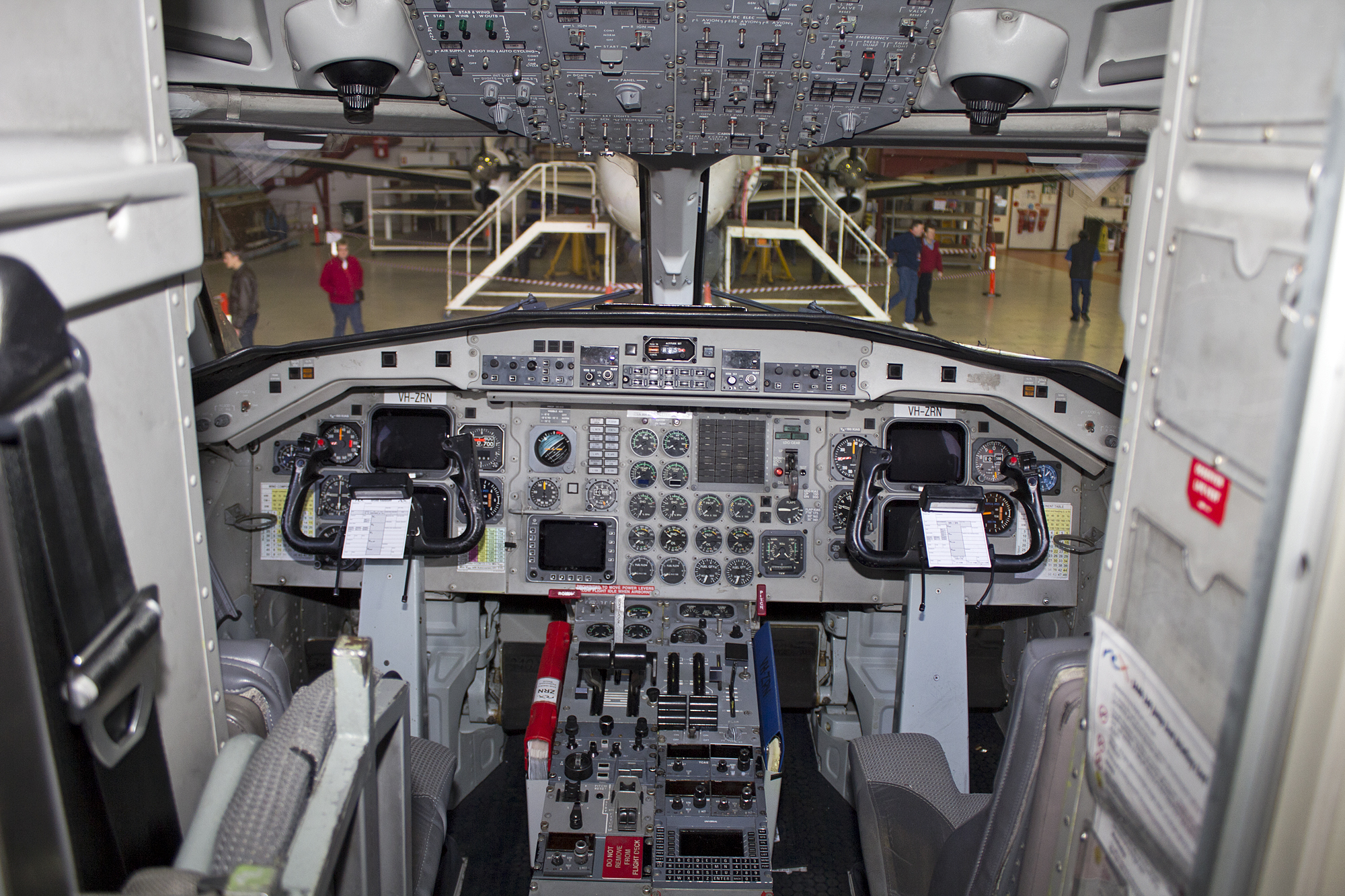
Cabina de mando de un Saab 340B de Regional Express Airlines

## Diseño y desarrollo

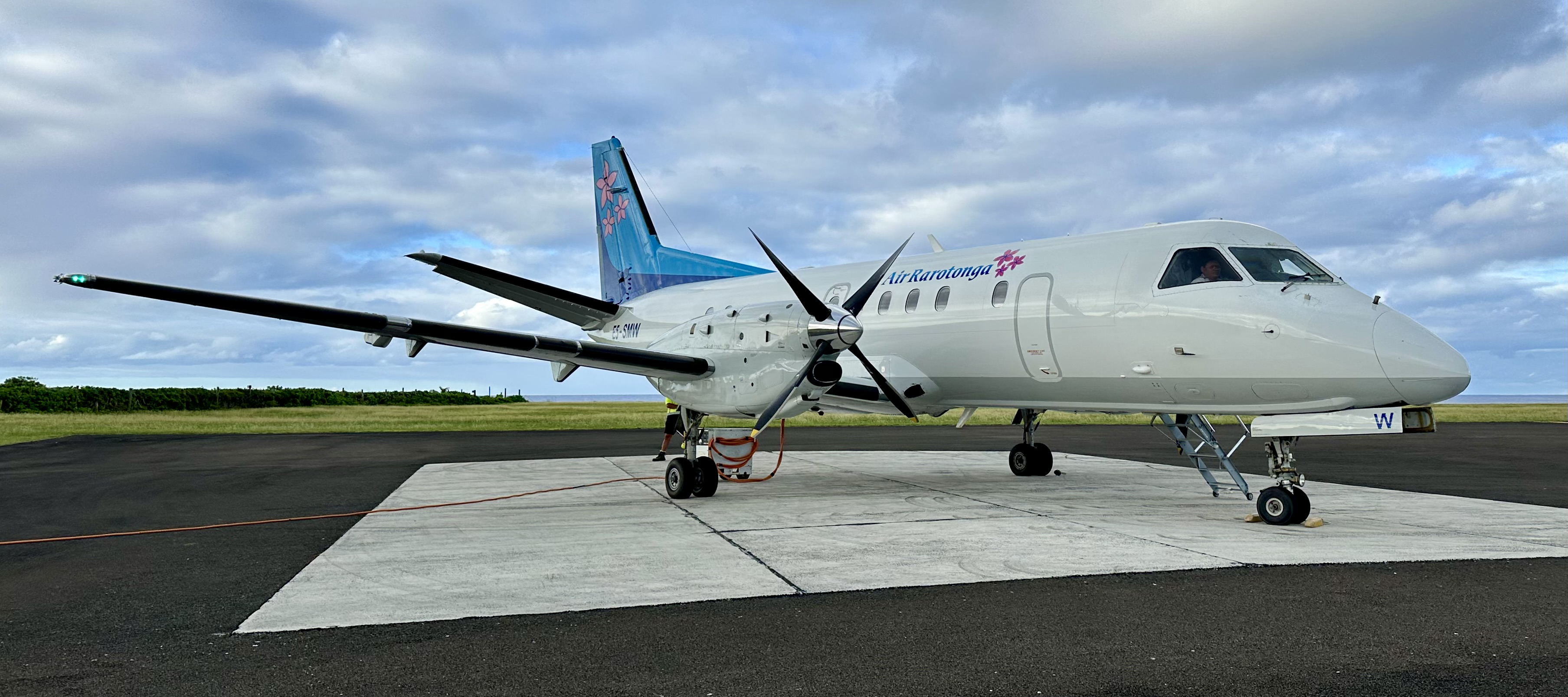
SAAB 340 de Air Rarotonga en el aeropuerto de Aitutaki (Islas Cook)

En enero de 1980 Saab y la firma estadounidense Fairchild anunciaron su intención de colaborar en el desarrollo conjunto de un nuevo avión de transporte que sería construido en una proporción 65/35. Según el plan inicial Saab construiría el fuselaje y la cola, y realizaría el montaje final en la ciudad de Linköping, Suecia mientras Fairchild sería responsable de las alas y de las carlingas de los motores. Tras el cese de la producción por parte de Fairchild, las alas fueron montadas en Suecia.
Designado al principio como Saab-Fairchild 340, el primer prototipo voló por primera vez el 25 de enero de 1983. Tras la salida de Fairchild del proyecto en 1984, el nombre fue finalmente cambiado por 340A. Una versión mejorada del 340A, el 340B, introdujo nuevos motores más potentes y un timón de cola mayor en 1989. La versión final, el 340B Plus, incorporó mejoras que se habían introducido al mismo tiempo en el Saab 2000, y la primera entrega se realizó en 1994.
Una de las mejoras introducidas en el 340B Plus fue la instalación del "Sistema de Control Activo de Ruidos" en cabina, reduciendo enormemente el ruido para los pasajeros. Otro cambio respecto de modelos anteriores fue el traslado del lavabo del final de la cabina de pasajeros al espacio entre ésta y la cabina de mando. Esto incrementó el volumen total de carga disponible, pues en su ubicación original el lavabo invadía parte de la zona de carga.

## Variantes

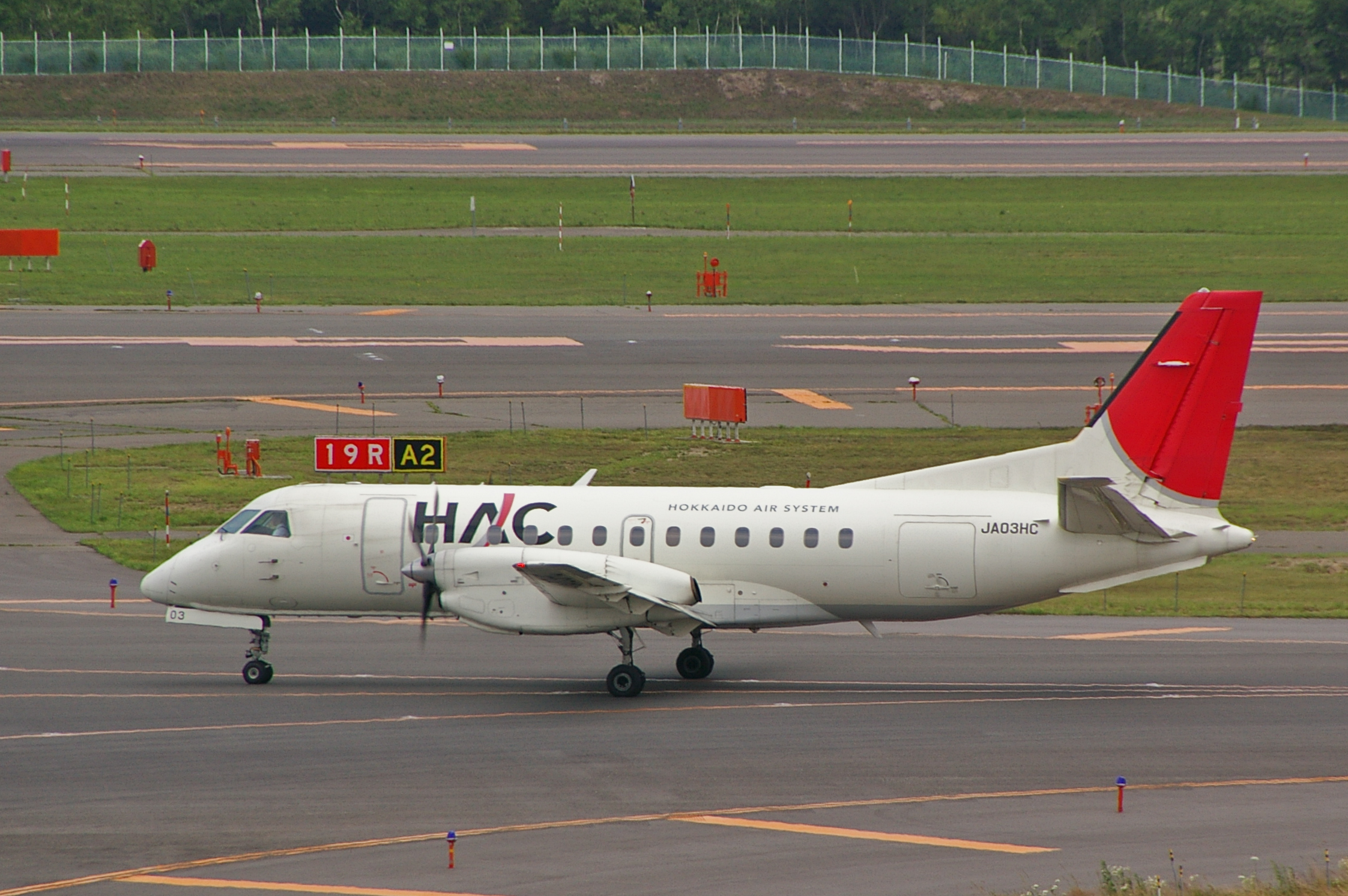
Saab 340B+ WT de Hokkaido Air System.

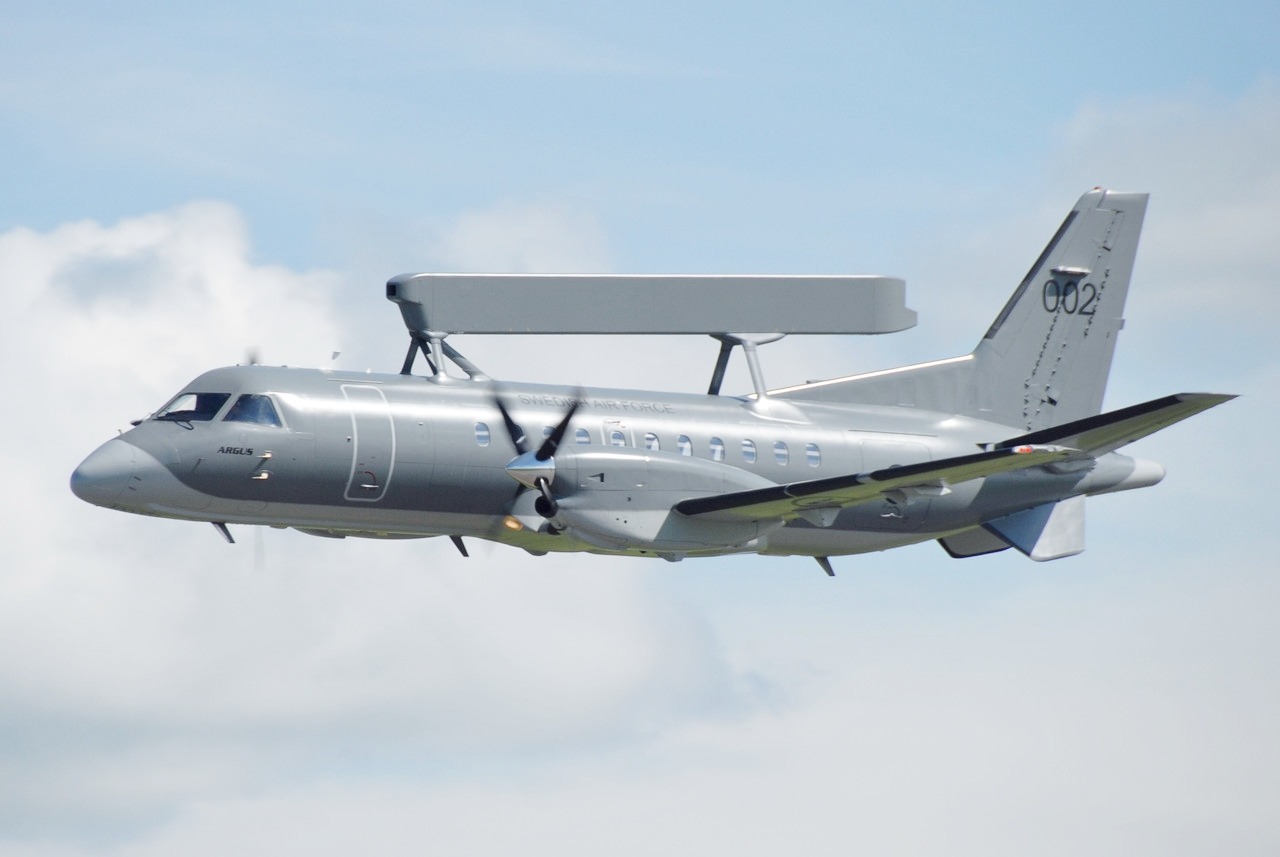
Un S 100 Argus (Saab 340 AEW&C) de la Fuerza Aérea Sueca.

### Saab 340A
Avión de línea regional con capacidad para 30 a 36 pasajeros, propulsado por dos motores turbohélice General-Electric CT7-5A2 de 1215 kW. Disponible en versión de pasajeros, transporte de carga o VIP. Números de serie 340A-001 a 340A-159.

### Saab 340B
Avión de línea regional con capacidad para 33 a 36 pasajeros, propulsado por dos motores turbohélice General-Electric CT7-9B de 1394 kW. Números de serie 340B-160 a 340B-359.

### Saab 340B Plus
Versión mejorada del Saab 340B. Algunos incluyen puntas alares alargadas. Números de serie 340B-360 a 340B-459.

### Saab Tp 100
Versión de transporte VIP de los Saab 340B y B Plus para la Fuerza Aérea Sueca.

### Saab 340B Plus SAR-200
Versión marítima de búsqueda y rescate para la Guardia Costera de Japón. Incluye puntas alares alargadas.

### Saab 340 AEW&C
Versión de alerta temprana y control aerotransportado (AEW&C) con sistema de radar Erieye. Esta versión recibe el nombre de S 100 Argus en la Fuerza Aérea Sueca.

### Saab 340 MSA
Versión de patrulla marítima presentada por el fabricante a finales de mayo de 2012 que tendrá un coste de en torno a 20 millones de dólares. El demostrador de esta versión es un avión 340B+ que ha sido equipado con un radar de apertura sintética Telephonics 1700B y un sensor infrarrojo de barrido frontal (FLIR) en la parte inferior del fuselaje. En su configuración es similar a los Saab 340 modificados para la Guardia Costera de Japón pero con un equipamiento interno diferente.

## Operadores

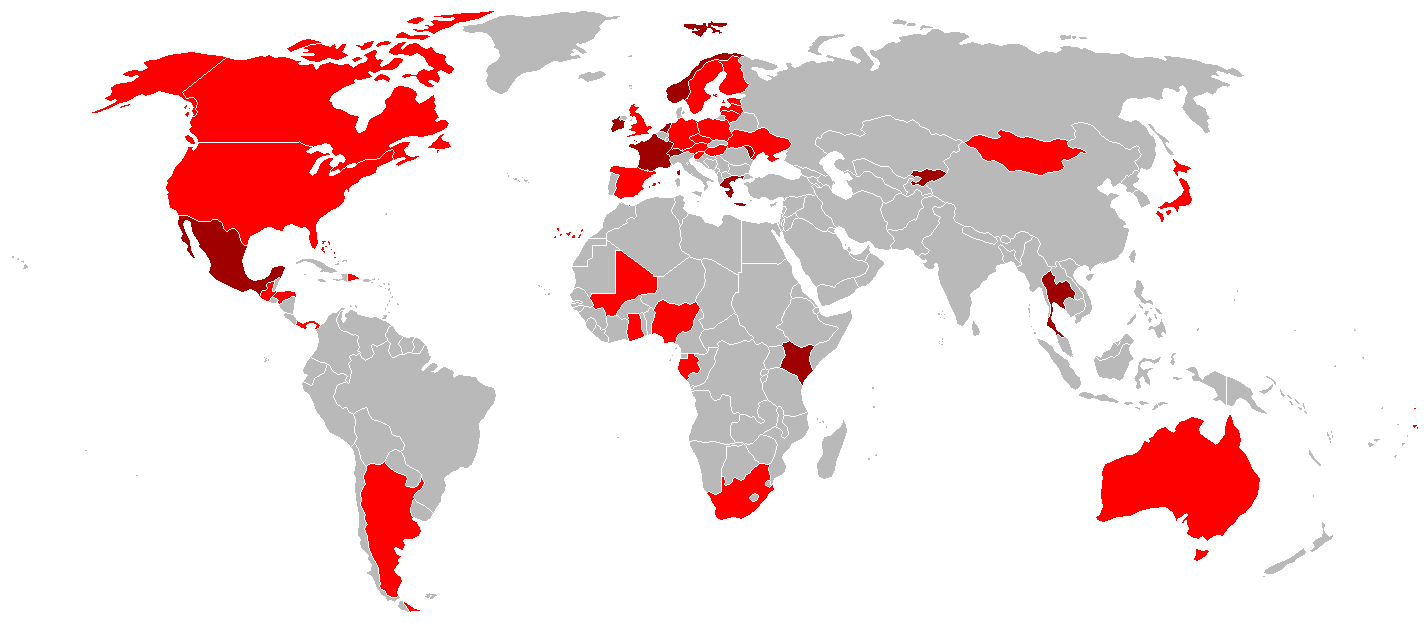
Operadores del Saab 340

### Civiles

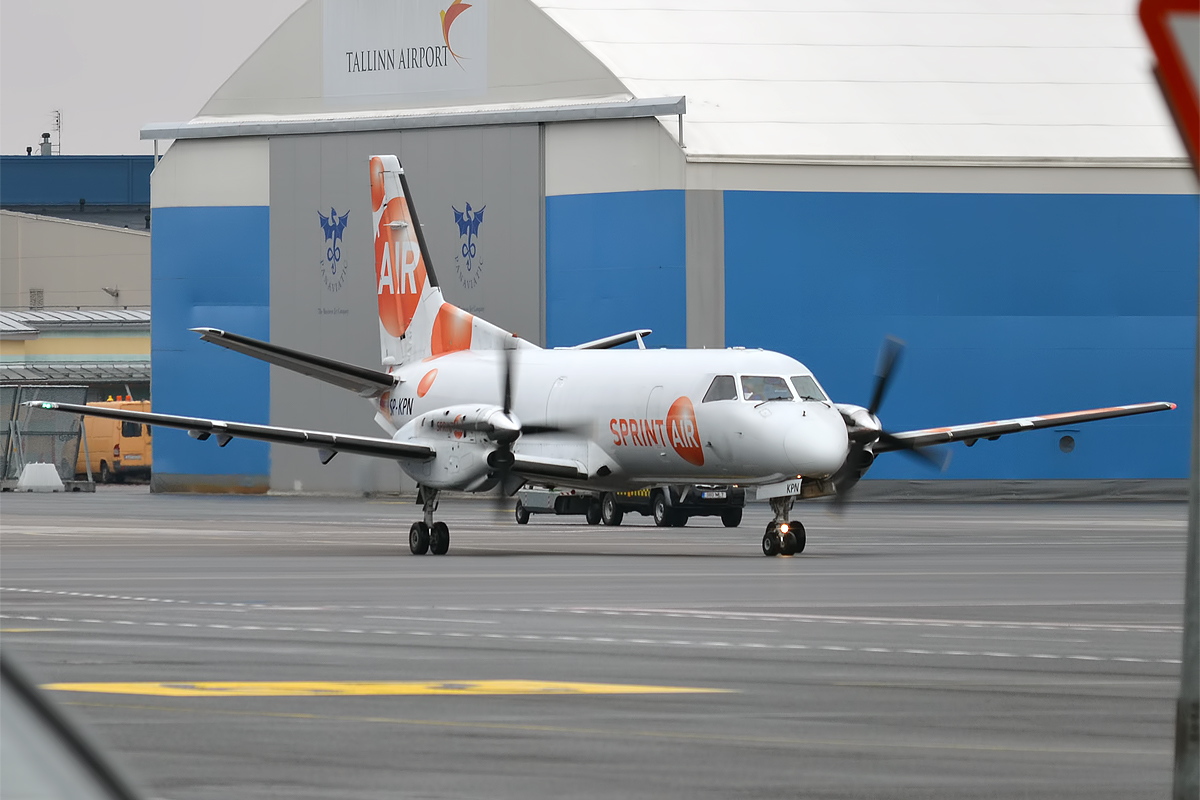
Saab 340AF de SprintAir

- REX Airlines (57)[2]
- IBC Airways (11)[3]
- Link Airways (10)[4]
- Corporate Air (10)[5]
- Pacific Coastal Airlines (9)[6]
- Airest (9)[7]
- Transportes Aéreos Guatemaltecos (2)[8]
- NyxAir (7)[9]
- Castle Aviation (7)[10]
- Pascan Aviation (6)[11]

- WestJet Link (5)[12]
- United Nations (5)[13]
- Air Urga (5)[14]
- SprintAir (5)[15]
- Fleet Air International (4)[16]
- Rise Air (3)[17]
- PenAir (3)[18]
- Transwest Air (3)[19]
- Southern Airways Express (2)[20]
- Western Air (2)[21]
- Legends Airways (2)[22]
- Air Rarotonga (2)
- Cayman Airways (2)[23]
- RAF-Avia (2)[24]
- AeroJet (1)[25]
- Seaborne Airlines (1)[26]
- One Caribbean (1)[27]
- EZ Air (1)[28]
- Aerolíneas Sosa (4)[29]
- Real Tonga (1)
- Air Century (1)[30]
- Air Santo Domingo
- CM Airlines (2)
- Air Panama (2)

### Militares

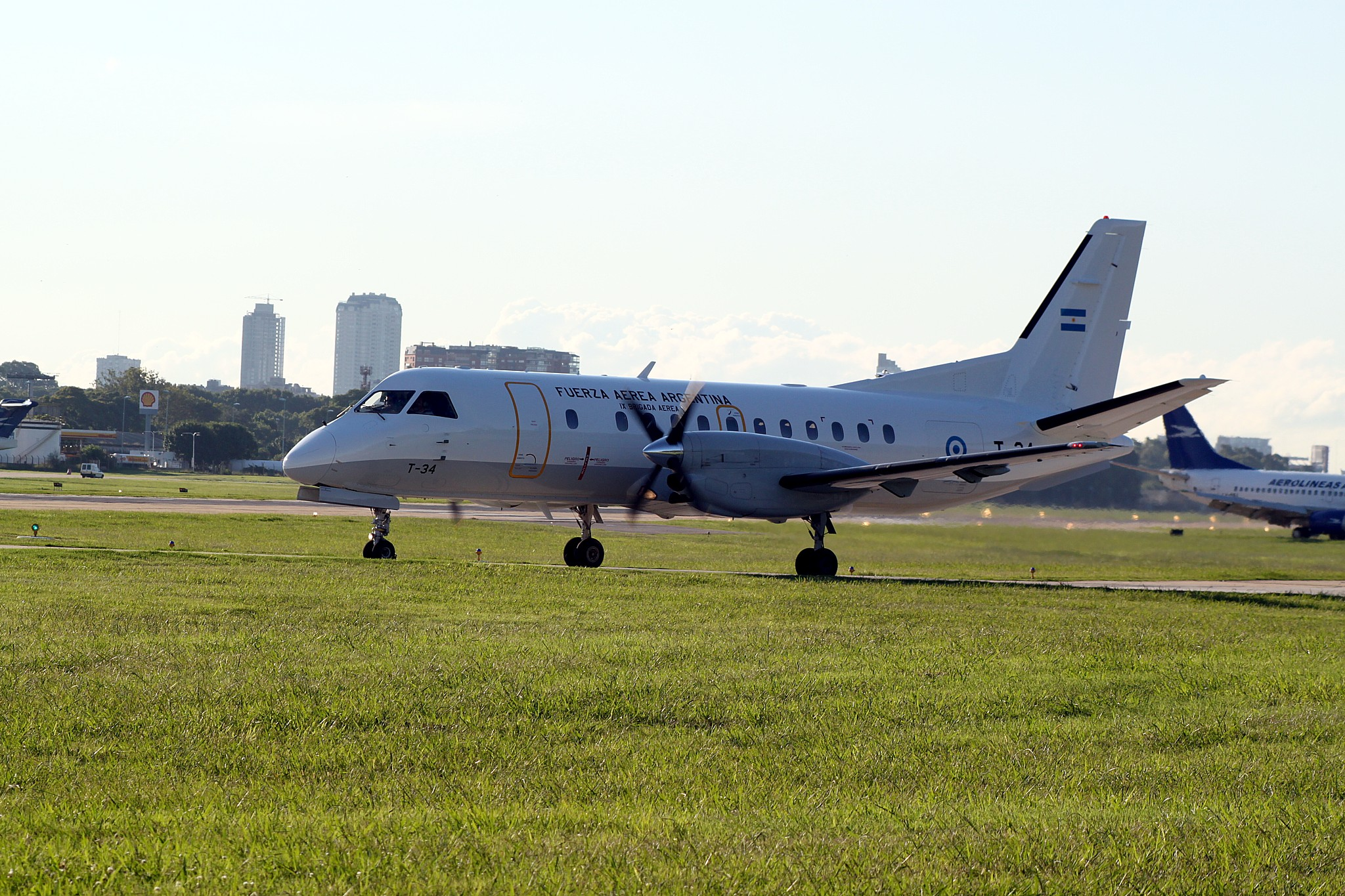
Saab 340B de la Fuerza Aérea Argentina en Aeroparque.

Argentina
- Fuerza Aérea Argentina

Cuatro Saab 340B operados por el Escuadrón VI del Grupo Aéreo 9 de la IX Brigada Aérea, usado a veces por LADE y un Saab 340B Plus en uso por la I Brigada Aérea. (5)
 Japón
- Guardia Costera de Japón

 Suecia
- Fuerza Aérea Sueca

 Tailandia
- Real Fuerza Aérea Tailandesa (7)[32]

### Antiguos Operadores

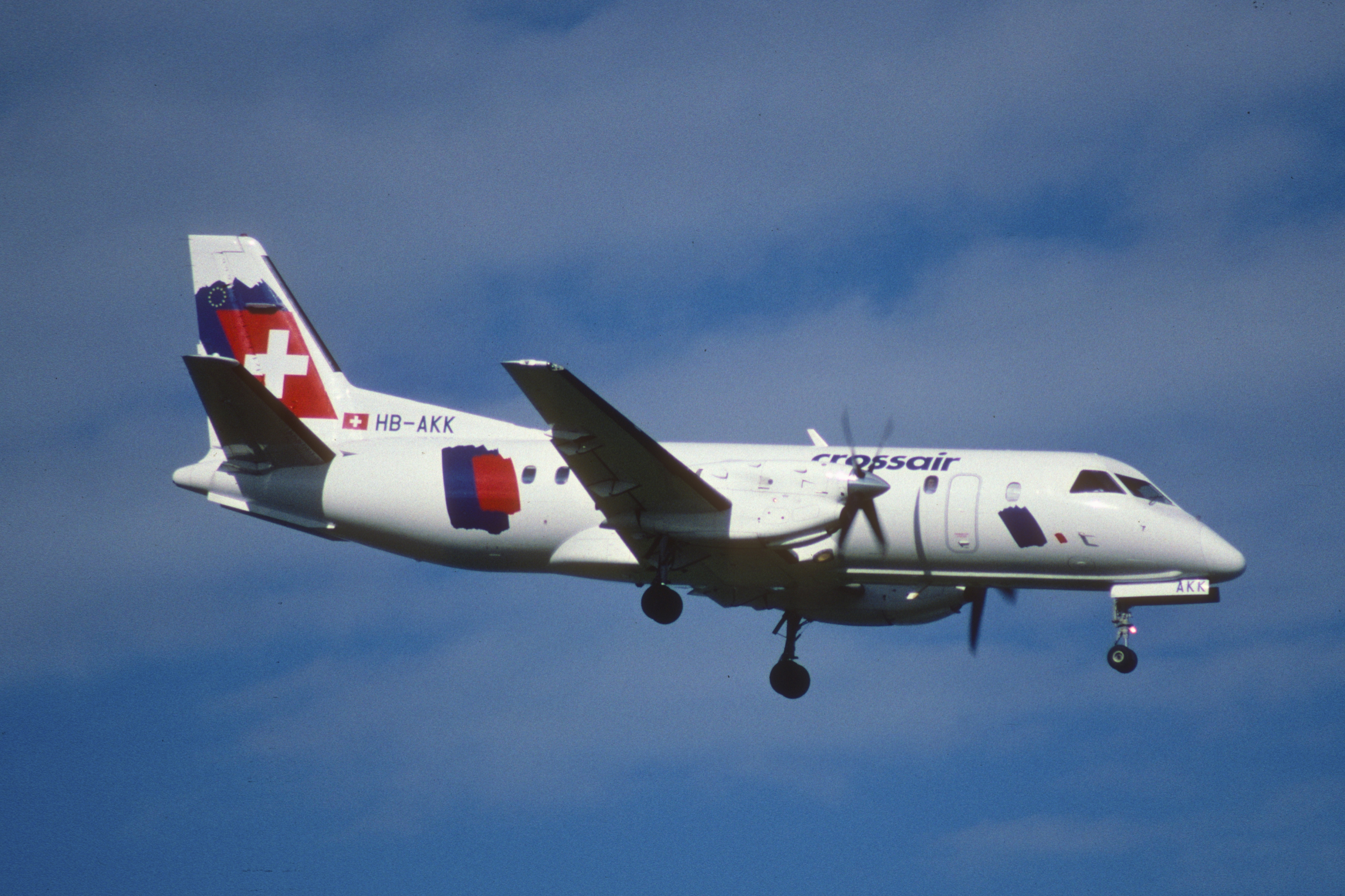
Saab 340B de Crossair en el aeropuerto de Zúrich en 1998

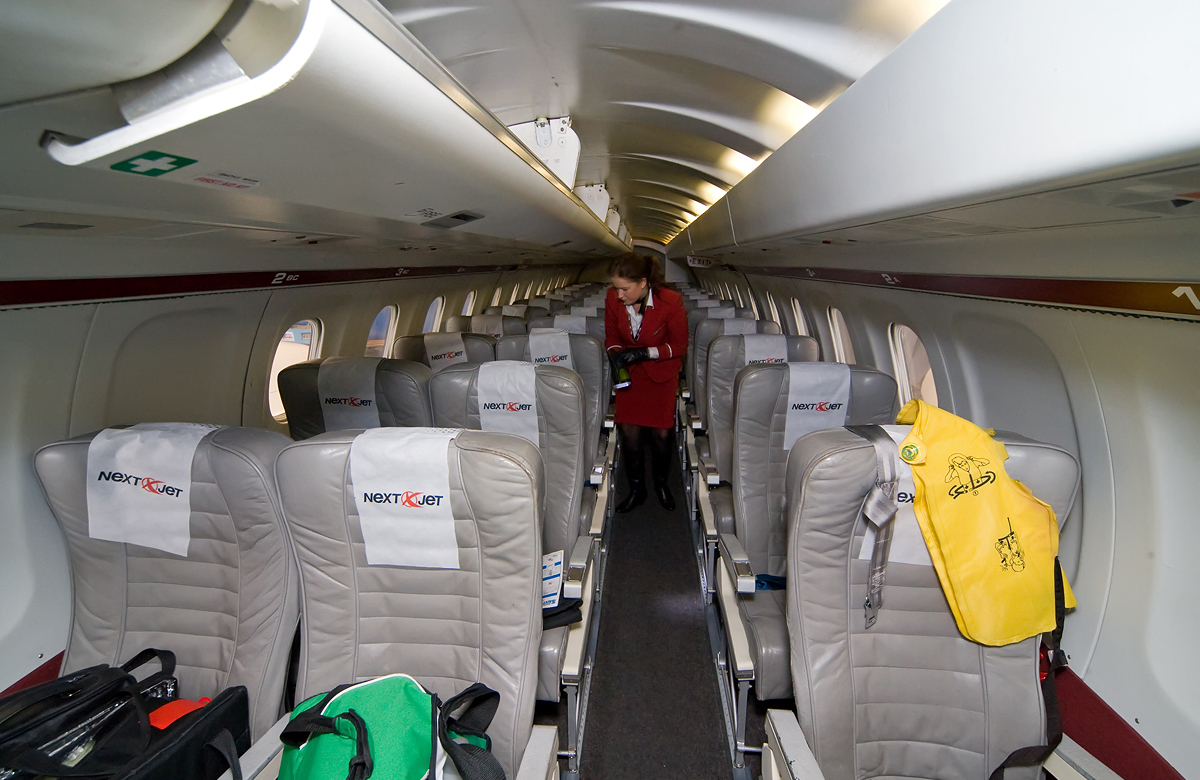
Interior de un Saab 340 de NextJet

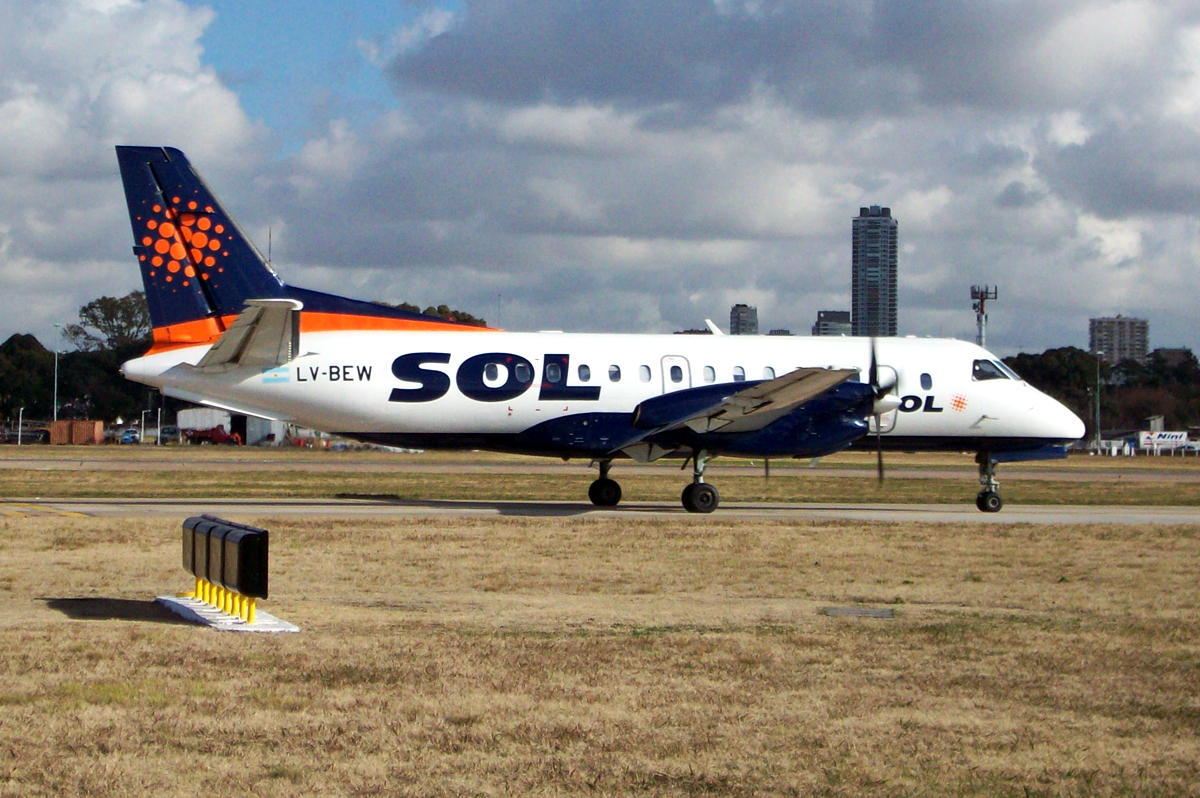
Saab 340 LV-BEW de la aerolínea argentina Sol Líneas Aéreas, en el Aeroparque Jorge Newbery.

#### África
Nigeria
- Overland Airways (1)[33]

#### América
Argentina
- Sol Líneas Aéreas

 Canadá
- Calm Air (6)[34]
- PAL Airlines (3)[35]
- SIM Air (1)[36]

 Colombia
- AeroTACA

 Estados Unidos
- Mesaba Airlines (91)[37]
- Express Airlines I (50)[38]
- Colgan Air (47)[39]
- Flagship Airlines (34)[40]
- Chautauqua Airlines (30)[41]
- Silver Airways (28)[42]
- Pinnacle Airlines (14)[43]
- Eastern Express (6)[44]
- Bar Harbor Airlines (6)[45]
- Contour Aviation (3)[46]
- Lakeshore Express (2)[47]
- National Airlines (1)[48]
- Meregrass Inc (1)[49]
- Empire Airlines (1)[50]

 Panamá
- Air Panamá (1)[51]

#### Asia
Afganistán
- Kam Air (2)[52]

 China
- Shandong Airlines (8)[53]

 Chipre
- Tus Airways (2)[54]

 Japón
- Japan Air Commuter (11)[55]
- Hokkaido Air System (3)[56]

 Mongolia
- Eznis Airways (4)[57]

 Nepal
- Yeti Airlines (3)[58]

 República de China
- Mandarin Airlines (2)[59]

 Tailandia
- SGA Airlines (8)[60]
- Nok Air (8)[61]

#### Oceanía
Estados Unidos
- Aloha Air Cargo (3)[62]

#### Europa
Eslovenia
- Solinair (3)[63]
- Adria Airways (2)[64]

 Francia
- Air France (5)[65]

 Irlanda
- Aer Lingus (1)[66]

 Letonia
- airBaltic (3)[67]

 Lituania
- Avion Express (8)[68]
- DOT LT (2)[69]

 Países Bajos
- KLM Cityhopper (13)[70]

 Polonia
- Sky Taxi (3)[71]

 Reino Unido
•Loganair (5)
- British Airways (11)[72]
- British Midland (9)[73]
- Aurigny Air Services (4)[74]
- Eastern Airways (1)[75]

 República Checa
- Central Connect Airlines (10)[76]
- Czech Airlines (2)[77]

 Rumania
- Direct Aero Services (4)[78]
- Blue Air (3)[79]

 Suecia
- Täby Air Maintenance (10)[80]
- Air Leap (5)[81]
- Scandinavian Airlines System (2)[82]
- NextJet

 Suiza
- Crossair

 Turquía
- MNG Airlines (4)[83]

 Ucrania
- YanAir (2)[84]
- Mars RK (1)[85]

## Accidentes e incidentes
De acuerdo con datos del sitio web AirDisaster.com, el Saab 340 es el avión más seguro en su base estadística, con solamente tres accidente fatales en más de nueve millones de vuelos realizados. A estos dos accidentes se debe sumar el siniestro del vuelo 5428 de Sol ocurrido el 18 de mayo de 2011 en Argentina.
Para la Aviation Safety Network, entre 1983 y 2011 hubo 10 accidentes de pérdida de casco en el que se vieron involucrados aviones de la serie Saab 340, resultando en la muerte de 48 personas.
- 21 de febrero de 1990

El tren de aterrizaje se retractó accidentalmente de un Saab 340A operado por Crossair, en el Aeropuerto Internacional de Zúrich (no hubo muertos, el avión resultó destruido).
- 2 de enero de 1993

Un Saab 340A de Express Airlines se estrelló en la pista del Aeropuerto Municipal de Chisholm-Hibbing debido a la presencia de hielo en las alas (no hubo muertos, el avión resultó destruido).
- 4 de abril de 1994

El vuelo 433 de KLM Cityhopper sufrió problemas de motor y golpeó el suelo durante el aterrizaje en el Aeropuerto de Ámsterdam-Schiphol. El avión se desintegró en el impacto (3 personas perdieron la vida).
- 14 de mayo de 1997

Pilotos de Líneas Aéreas Regionales en un 340B en el Aeropuerto de Oporto-Francisco Sá Carneiro no sabían de los trabajos de construcción de la pista. La aeronave se estrelló contra las obras, con el corte del tren de aterrizaje (no hubo muertos).
- 19 de marzo de 1998

Un vuelo de un 340B de Formosa Airlines se estrelló en el océano a unos 11 kilómetros de la ciudad de Hsinchu. La causa fue un fallo eléctrico y la desorientación de la tripulación (13 personas murieron).
- 10 de enero de 2000

Después de despegar del Aeropuerto Internacional de Zúrich, un 340B que operaba el vuelo 498 de Crossair, bruscamente entró en una barrena de alta velocidad y se estrelló en un campo (los diez ocupantes resultaron muertos).
- 21 de marzo de 2000

Un Saab 340B de American Eagle Airlines salió de pista en el Aeropuerto Regional de Killeen-Fort Hood, Texas, estrellándose en una zanja (no hubo muertos).
- 6 de septiembre de 2001

Un 340B de Aerolitoral Airlines realizó un aterrizaje de emergencia en tierras de cultivo cerca de Valle de las Palmas, cerca de Tijuana, Baja California, México (no hubo muertos).
- 8 de junio de 2005

Un 340B de Shuttle America, operada por United Express, informó que el tren de aterrizaje tuvo problemas en la aproximación al Aeropuerto Internacional Washington-Dulles. El tren de rodaje se cayó durante el aterrizaje y el avión salió de la pista, sobre hierba (no hubo muertos, el avión quedó dañado de forma irreparable).
- 18 de mayo de 2011

El vuelo 5428 (Saab 340A LV-CEJ) de Sol Líneas Aéreas en la ruta de la ciudad de Neuquén a Comodoro Rivadavia, se estrelló en Prahuaniyeu, provincia de Río Negro, Argentina. (22 víctimas mortales). La JIAAC (Junta Investigaciones de Accidentes de la Aviación Civil) concluyó que la causa del accidente fue un engelamiento que no fue manejado adecuadamente.

## Especificaciones (Saab 340A)
Referencia datos: Jane's All The World's Aircraft 1993–94

### Características generales
- Tripulación: 2 pilotos y 1 auxiliar de vuelo
- Capacidad: 37 pasajeros
- Longitud: 19,73 m
- Envergadura: 21,44 m
- Altura: 6,97 m
- Superficie alar: 41,81 m²
- Perfil alar: NASA MS(1)-0313
- Peso vacío: 8140 kg
- Peso máximo al despegue: 13 155 kg
- Planta motriz: 2× turbohélices General Electric CT7-9B.
  - Potencia: 1305 kW (1750 HP; 1774 CV) en despegue cada uno.
- Hélices: 1× cuatripala de paso variable (velocidad constante) Dowty Rotol o Hamilton Standard 14RF19 por motor.
- Diámetro de la hélice: 3,35 m

### Rendimiento
- Velocidad nunca excedida (Vne): 522 km/h (324 MPH; 282 kt)
- Velocidad máxima operativa (Vno): 463 km/h (288 MPH; 250 kt) (Mach 0,5)
- Velocidad crucero (Vc): 467 km/h (290 MPH; 252 kt) a 7620 m de altitud
- Velocidad de entrada en pérdida (Vs): 164 km/h (102 MPH; 89 kt) (con flaps)
- Alcance: 1732 km (935 nmi; 1076 mi)
- Techo de vuelo: 7620m (25 000ft)
- Régimen de ascenso: 10,2 m/s (2008 ft/min)

### Desarrollos relacionados
- Saab 340 AEW&C
- Saab 2000

### Aeronaves similares
- Embraer EMB 120 Brasilia
- Antonov An-24
- ATR 42
- CASA CN-235
- Bombardier Dash 8
- Dornier 328
- Xian MA60
- BAe Jetstream 41

### Listas relacionadas
- Anexo:Aviones de línea regionales